# 청북도서관
청북도서관은 경기도 평택시 청북읍에 있는 시립 도서관이다.

## 연혁
- 2015년 11월 12일 개관.